# Vunk
Vunk es un grupo pop-rock de Rumanía. Se formó después de que el guitarrista Alex Belciu dejara el antiguo grupo Vank. Los dos miembros restantes - Cornel Ilie (vocalista) y Nicu Sârghea (batería) - reclutaron a los músicos Bogdan Crucianu (bajo) y Gabi Maga (guitarrista).

## Miembros actuales
- Cornel Ilie (vocalista)
- Nicu Sârghea (batería)
- Bogdan Crucianu (bajo)
- Gabi Maga (guitarrista)

## Historia
El primer concierto del grupo Vank fue en el teatro Ion Creangă de Bucarest. En 1996 construyeron un estudio en los bajos del edificio donde vivían con sus padres. A mediados de 1999, lanzaron su single "Independent", el cual en poco tiempo se convirtió en la música de la cadena Atomic TV. En noviembre de ese mismo año, salió su primer álbum "Voyer", el cual contenía 10 canciones. Poco tiempo después Vank llega a todas las cadenas de TV y radio del país gracias a la canción "Noi o scoatem la capăt", la cual se convirtió en un super ventas en el país.
El segundo álbum del grupo, "6 piese de 5 stele", vio la luz en 2001, mostrando los primeros indicios de promover "Regele șoselelor".